# José Luís de Mascarenhas
José Luís Mascarenhas (14 de março de 1721 - 25 de março de 1799), 6.° Conde da Torre, 6.° Conde de Coculim e 5.° Marquês de Fronteira. 

## Biografia
Veador da princesa D. Maria Benedita de Bragança, do conselho da rainha D. Maria I de Portugal, senhor da vila de Fronteira, na Ordem de São Bento de Avis; senhor donatário do mordomado de Faro, comendador das comendas de Nossa Senhora da Conceição de Rosmaninhal, etc. 
Tendo principiado pela carreira eclesiástica, chegou a cônego da Sé de Lisboa. Extinguindo-se a sucessão da casa de Fronteira na morte em 1756 do 4.º Marquês, sem descendentes nem ascendentes, D. José I de Portugal consentiu na renuncia do beneficio eclesiástico, e o proveu, por decreto de 21 de março de 1769, no titulo de Marquês de Fronteira em sua vida, e nas outras mercês de bens da Coroa e Ordens de que tinha mercê sua casa. 
Casou em 30 de novembro de 1771 com D. Mariana Josefa de Vasconcelos e Souza, filha do 1.º marquês e 4.º conde de Castelo Melhor. Sucedeu na Casa por não se haver ajustado o segundo casamento do irmão, acima, com a prima, D. Ana Maria, filha do 3.º conde de Coculim. 